# Bibliografia de Edir Macedo

Capa do livro Orixás, Caboclos e Guias: Deuses ou Demônios?, um dos mais bem-sucedidos títulos de Edir Macedo.

Esta lista é a bibliografia de Edir Macedo. Ele, juntamente com o escritor Paulo Coelho, são os autores que mais vendem livros no Brasil. Estima-se que já tenha comercializado mais de 10 milhões de exemplares.
Edir Macedo é autor de dezenas de livros de caráter espiritual, destacado-se Nos Passos de Jesus que vendeu mais de três milhões de exemplares. E Orixás, Caboclos e Guias: Deuses ou Demônios?, com a maior tiragem de um livro evangélico já publicado no Brasil, com mais de 3 milhões em vendas.
A primeira biografia de Edir, foi lançado em 2007, com o nome O Bispo - A História Revelada de Edir Macedo. Os autores foram Douglas Tavolaro, vice-presidente de jornalismo da Rede Record; e Christina Lemos, repórter especial da emissora em Brasília. O livro publicado em outubro de 2007 pela editora Larousse teve sua tiragem inicial de 700 mil exemplares.
Sua autobiografia Nada a Perder ganhou 3 volumes ao todo. A primeira edição vendeu mais de 1 milhão de exemplares em 5 meses e foi o título mais vendido no Brasil em 2012. Nessa edição Edir conta como a prisão influenciou sua vida. A sua continuação o Nada a Perder 2 - Meus Desafios Diante do Impossível foi lançado em agosto de 2013 e também ficou na lista de livros mais vendidos do Brasil no ano. O terceiro e último volume, Nada a Perder 3 foi lançado em outubro de 2014. Em nove semanas de vendas, o livro foi comercializado mais de 752 mil exemplares, sendo o livro mais vendido no Brasil em 2014, superando assim o título A Culpa É das Estrelas.
A trajetória do livro teve repercussão por parte da mídia internacional, como o jornal The New York Times. Na África do Sul, o evento reuniu mais de 165 mil pessoas no Estádio Ellis Park e seu estádio vizinho. Ao todo, a trilogia já vendeu cerca de 4 milhões ao todo.
Macedo também enfrentou controvérsias contra um de seus títulos, o livro Orixás, Caboclos e Guias: Deuses ou Demônios? foi impedido pela Justiça Brasileira de ser circulado em 2005 no Brasil por supostamente conter um teor preconceituoso contra as religiões afro-brasileiras, tais como a Umbanda, o Candomblé, Quimbanda, o Espiritismo e suas ramificações, além de outras religiões. Tempos depois foi liberado pelo Tribunal Regional Federal da 1ª Região por considerar que isso feria a liberdade de expressão.

## Livros religiosos
| Ano  | Título                                                                         | Detalhes                                | Notas                                   |
| ---- | ------------------------------------------------------------------------------ | --------------------------------------- | --------------------------------------- |
| 1980 | Orixás, Caboclos e Guias: Deuses ou Demônios?                                  | - Lançamento: 1980 - ISBN 9788571405363 | - Vendas:3 milhões de exemplares.       |
| 1997 | O Caráter de Deus                                                              | - Lançamento: 1997 - ISBN 9788571401617 |                                         |
| 1999 | Estudos Bíblicos                                                               | - Lançamento: 1999 - ISBN 8571403546    |                                         |
| 2000 | Mensagens que Edificam (Volume 1)                                              | - Lançamento: 2000 - ISBN 8571403856    |                                         |
| 2001 | As Obras da Carne e os Frutos do Espírito                                      | - Lançamento: 2001 - ISBN 8571401632    |                                         |
| 2001 | Vida com Abundância                                                            | - Lançamento: 2001 - ISBN 8571401497    |                                         |
| 2002 | O Avivamento do Espírito de Deus                                               | - Lançamento: 2001 - ISBN 9788571401624 |                                         |
| 2002 | A Fé de Abraão                                                                 | - Lançamento: 2001 - ISBN 9788571407336 |                                         |
| 2003 | Nos Passos de Jesus                                                            | - Lançamento: 1986 - ISBN 9788571405004 | - Vendas:3 milhões de exemplares.       |
| 2004 | Mensagens que Edificam (Volume 2)                                              | - Lançamento: 2004 - ISBN 8571403805    |                                         |
| 2007 | O Espírito Santo                                                               | - Lançamento: 2007 - ISBN 9788571403345 | - Lançamento: 2007 - ISBN 9788576352655 |
| 2007 | Aliança com Deus                                                               | - Lançamento: 2007 - ISBN 9788571403505 |                                         |
| 2011 | Como Fazer a Obra de Deus                                                      | - Lançamento: 2011 - ISBN 9788571406421 |                                         |
| 2011 | Estudo do Apocalipse (Volume Único)                                            | - Lançamento: 2011 - ISBN 8571401705    |                                         |
| 2012 | O Senhor e o Servo                                                             | - Lançamento: 2012 - ISBN 9788571401655 |                                         |
| 2012 | Novo Nascimento                                                                | - Lançamento: 2012 - ISBN 9788571404507 |                                         |
| 2012 | Nada a Perder                                                                  | - Lançamento: 2012 - ISBN 9788576658931 | - Vendas:1,2 milhão de exemplares.      |
| 2013 | Mensagens do Meu Blog                                                          | - Lançamento: 2013 - ISBN 9788571405653 |                                         |
| 2013 | Jejum de Daniel                                                                | - Lançamento: 2013 - ISBN 9788571406858 |                                         |
| 2013 | Fé Racional                                                                    | - Lançamento: 2013 - ISBN 9788571405677 |                                         |
| 2013 | A Excelência da Sabedoria                                                      | - Lançamento: 2013 - ISBN 9788571404984 |                                         |
| 2013 | A Voz da Fé                                                                    | - Lançamento: 2013 - ISBN 9788571405448 |                                         |
| 2013 | Nada a Perder 2                                                                | - Lançamento: 2013 - ISBN 8542201396    | - Vendas:1 milhão de exemplares.        |
| 2013 | O Despertar da Fé                                                              | - Lançamento: 2013 - ISBN 9788571402232 |                                         |
| 2013 | O Perfil da Família de Deus                                                    | - Lançamento: 2013 - ISBN 9788571401600 |                                         |
| 2013 | O Perfil da Mulher de Deus                                                     | - Lançamento: 2013 - ISBN 9788571401594 |                                         |
| 2013 | O Perfil do Homem de Deus                                                      | - Lançamento: 2013 - ISBN 9788571401570 |                                         |
| 2013 | Seminário do Espírito Santo                                                    | - Lançamento: 2013 - ISBN 9788571402795 |                                         |
| 2013 | Os Mistérios da Fé                                                             | - Lançamento: 2013 - ISBN 9788571401662 |                                         |
| 2013 | O Perfeito Sacrifício                                                          | - Lançamento: 2013 - ISBN 9788571401716 |                                         |
| 2013 | Pecado e Arrependimento                                                        | - Lançamento: 2013 - ISBN 9788571401648 |                                         |
| 2013 | Reis de Israel I                                                               | - Lançamento: 2013 - ISBN 9788571405943 |                                         |
| 2013 | O Perdão                                                                       | - Lançamento: 2013 - ISBN 9788571401563 |                                         |
| 2014 | Nada a Perder 3                                                                | - Lançamento: 2014 - ISBN 9788542204148 | - Vendas:752 mil de exemplares.         |
| 2014 | O Pão Nosso para 365 Dias                                                      | - Lançamento: 2014 - ISBN 9788571407039 |                                         |
| 2014 | 50 Dicas para Blindar a Sua Fé                                                 | - Lançamento: 2014 - ISBN 9788571407091 |                                         |
| 2018 | O Ouro e o Altar                                                               | - Lançamento: 2018 - ISBN 9788571408791 |                                         |
| 2019 | Como Vencer Suas Guerras Pela Fé                                               | - Lançamento: 2019 - ISBN 9788571409378 |                                         |
| 2020 | Gideão e os 300 - Como Deus Realiza o Extraordinário Através de Pessoas Comuns | - Lançamento: 2020 - ISBN 9788571409729 |                                         |
| 2020 | O Ministério do Espírito Santo                                                 | - Lançamento: 2020 - ISBN 9786586018394 |                                         |